# 트로피 능동방어시스템

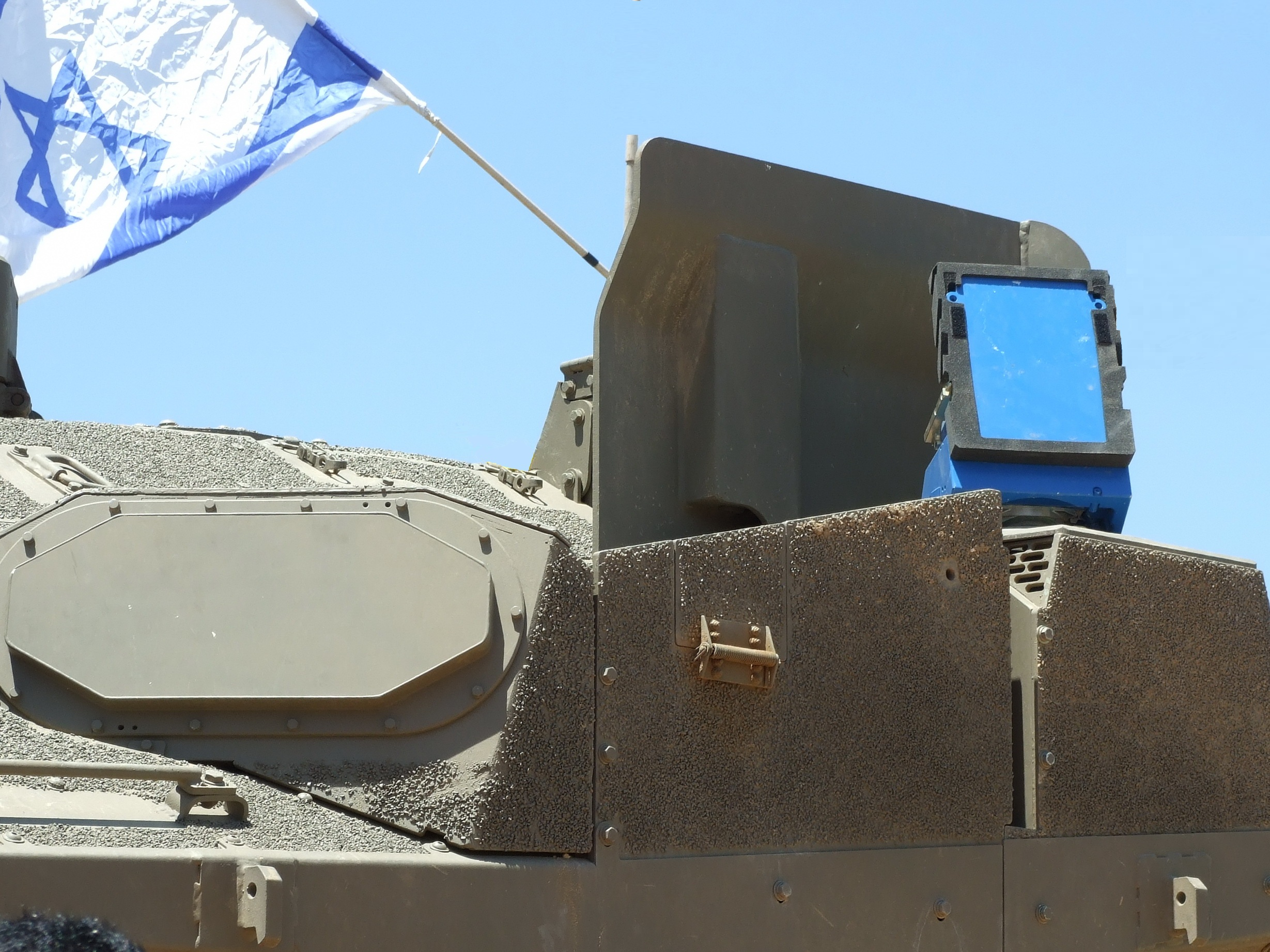

트로피 능동방호시스템(영어: Trophy active protection system) 또는 ASPRO-A(영어: Armored Shield PROtection - Active)은 이스라엘의 능동방호시스템이다. 이스라엘 방위군의 정식 명칭은 히브리어: מעיל רוח(영어: Windbreaker)이다. 라파엘 고등 방위 시스템이 이스라엘 항공 우주 산업의 엘타 그룹과 공동으로 개발하여 라파엘 고등 방위 시스템에서 생산하고 있다. 이 시스템은 기갑 전투 차량에 장착되어 로켓이나 미사일 공격을 수많은 파편으로 요격하여 보호할 수 있다.
2009년 8월 여러 번의 시험을 거쳐 이스라엘 방위군 육군사령부는 트로피 시스템을 실전배치하기로 했다.
이 시스템은 2010년까지 모든 이스라엘 기갑 군단의 전차에 설치될 예정이다.

## 개요
이 시스템은 메르카바 전차에 장착되어 왔다. 여기에는 F/G 밴드 화기 관제 레이다와 차량에 장착된 4개의 판형 안테나가 360도 전방을 감시한다. 차량을 향해 무기가 발사되었을 때 내부 컴퓨터가 다가오는 무기에서 오는 신호를 분석하여 종류를 판별한다. 위협체의 종류를 판별한 다음에는 요격탄을 발사할 시간과 각도를 계산하여 차량의 양 쪽에 설치된 요격탄 발사기에 전달한다. 그러면 요격탄이 발사되고 요격탄은 적절한 위치에서 폭발하여 내부의 수많은 금속 파편으로 위협체를 요격한다. 이 요격탄의 요격 범위는 매우 좁기 때문에 차량을 보호하는 보병들의 피해를 최소화할 수 있다.
이 시스템은 거의 모든 종류의 대전차 미사일과 로켓을 방어할 수 있게 설계되었다. 동시에 여러 방향에서 오는 위협체를 요격할 수 있고, 차량이 정지중일 때와 이동중일 때 모두 요격 가능하며, 단거리/장거리의 위협체에 대해 효과적이다. 최근 개발된 시스템은 재장전 기능이 추가되어 여러 번 발사할 수 있다. 또한 트로피 시스템은 앞으로 운동 에너지탄 또한 요격할 수 있도록 연구중이다.

### 장점
트로피 시스템은 로켓 공격에 매우 취약한 경장갑차에게 매우 효율적이다. 현재 스트라이커 장갑차와 같은 장갑차는 대전자 로켓을 방호하기 위해 철망형 장갑을 장착하는데, 이 장갑은 장갑차의 전체 무게를 증가시키고 C-130 수송기로 수송을 불가능하게 한다. 따라서 현재는 철망형 장갑을 분리한 상태로 수송한 다음 다시 장갑을 부착시키는데 이렇게 하여 전투 가능한 상태로 만드는데 약 100시간이 소요된다. 반면 트로피 시스템을 장착하였을 경우 그대로 수송기를 이용한 수송이 가능하고, 또한 부피가 줄어들어 도심지에서의 성능을 향상시킨다.

### 트로피 라이트
트로피 라이트(Trophy Light)는 라파엘 고등 방위 시스템이 2007년 9월 공개한 트로피 시스템의 경량화 버전이다. 기존의 트로피 시스템이 주력 전차를 대상으로 설계된 반면 트로피 라이트는 장갑차와 같이 상대적으로 경장갑을 가진 차량을 대상으로 설계되었다. 부피와 무게가 반가량 줄어들었고 가격 역시 저렴해졌을 것이라 추측되고 있다. 라파엘 고등 방위 시스템에 의하면 발사기/장전기와 탄약에 대한 설계만 진행된다.

## 같이 보기
- 드로즈드 능동방어시스템
- 아레나 능동방어시스템
- 아이언 피스트 능동방어시스템
- 퀵킬 능동방어시스템
- KAPS 능동파괴체계